# نزلة محمود
قرية نزلة محمود هي إحدى القرى التابعة لمركز دير مواس بمحافظة المنيا في جمهورية مصر العربية. حسب إحصاءات سنة 2006، بلغ إجمالي السكان في نزلة محمود 4415 نسمة، منهم 2234 رجلا و2181 امرأة.